# 영양 화천리 삼층석탑
영양 화천리 삼층석탑(英陽 化川里 三層石塔)은 대한민국 경상북도 영양군 영양읍 화천리에 있는, 남북국 시대 신라의 삼층석탑이다. 1977년 8월 22일 대한민국의 보물 제609호로 지정되었다.

## 개요
2단의 기단(基壇)위에 3층의 탑신(塔身)을 세운 모습의 전형적인 통일신라시대 석탑이다.
아래층 기단에는 십이지신상(十二支神像)을 한 면에 3구씩 도드라지게 새겨 놓았는데, 손에는 각각 무기를 들고 앉아있는 모습이다. 위층 기단은 각 면의 모서리와 가운데에 기둥 모양의 조각을 두었으며, 조각으로 나뉜 8곳에 팔부중상(八部衆像)을 새겨 놓았다. 몸돌과 지붕돌이 각각 한 돌로 조성된 탑신은 몸돌의 모서리마다 기둥조각을 새겼다. 1층 몸돌에는 4면에 사천왕상(四天王像) 1구씩을 뚜렷이 드러나도록 조각했는데, 악귀를 밟고 있는 모습이 전형적인 통일신라시대의 것이다. 지붕돌은 밑면의 받침이 각 4단씩으로 얇고, 평평한 모습이며 처마밑은 수평을 이루고 있다.
무너지기 직전에 있었던 탑을 1974년 보수하여 현재에 이르고 있으나 1층과 3층의 몸돌이 많이 손상되어 보는 이들이 안타깝다. 기단부에서 탑신에 이르기까지 표면에 많은 조각들이 있어 매우 화려하고 장식적인 석탑으로, 9세기경에 건립된 것으로 여겨진다.

## 사진

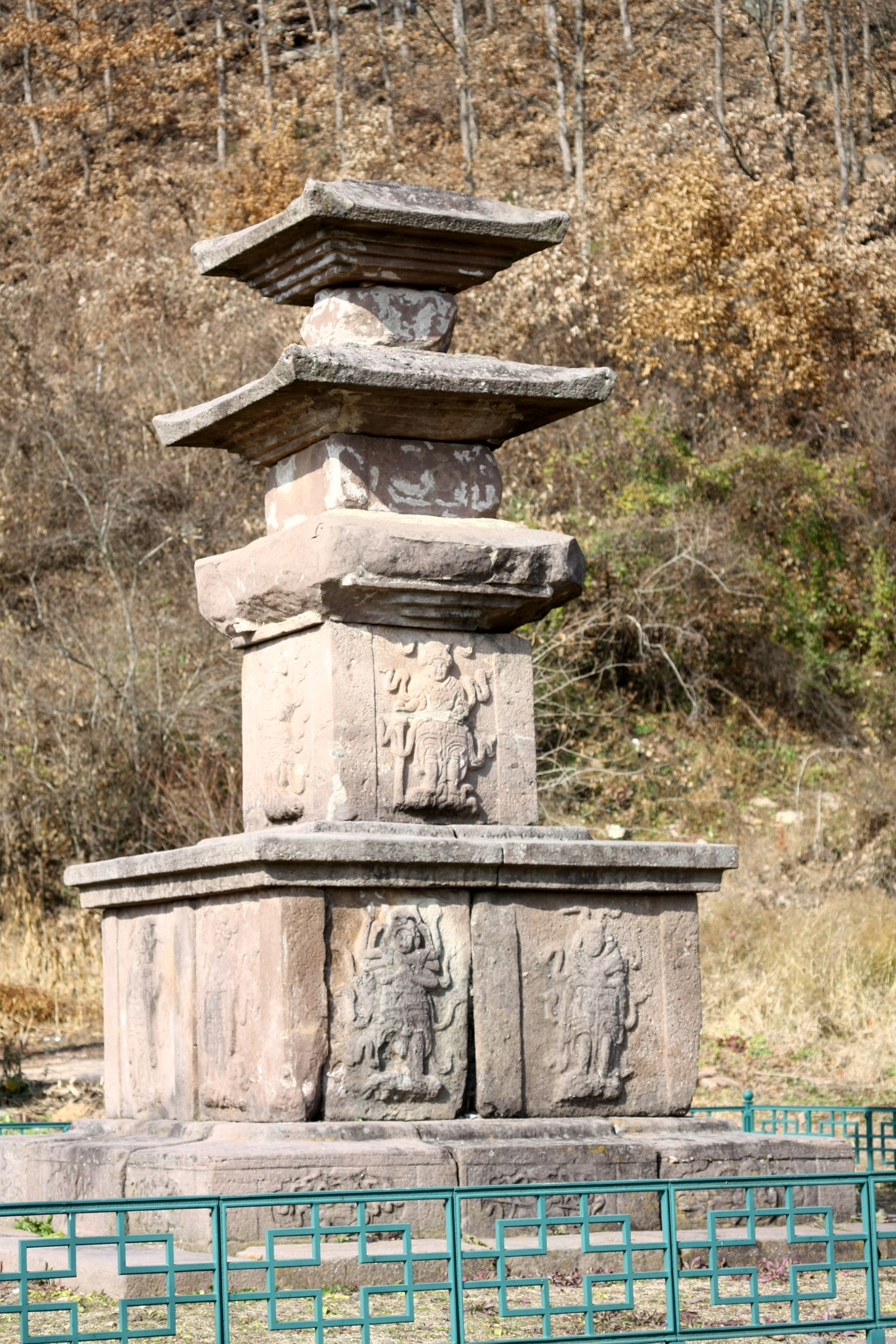
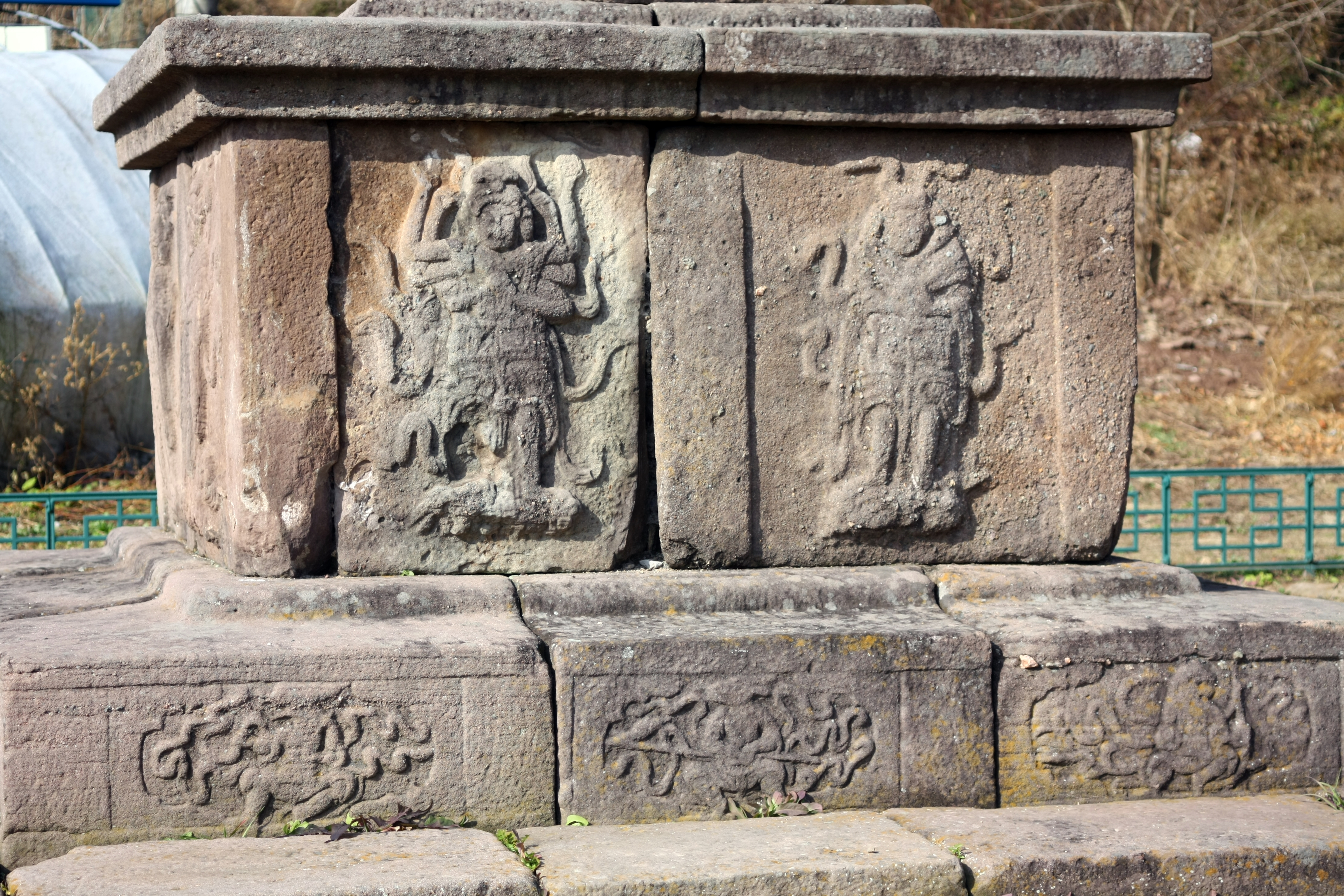
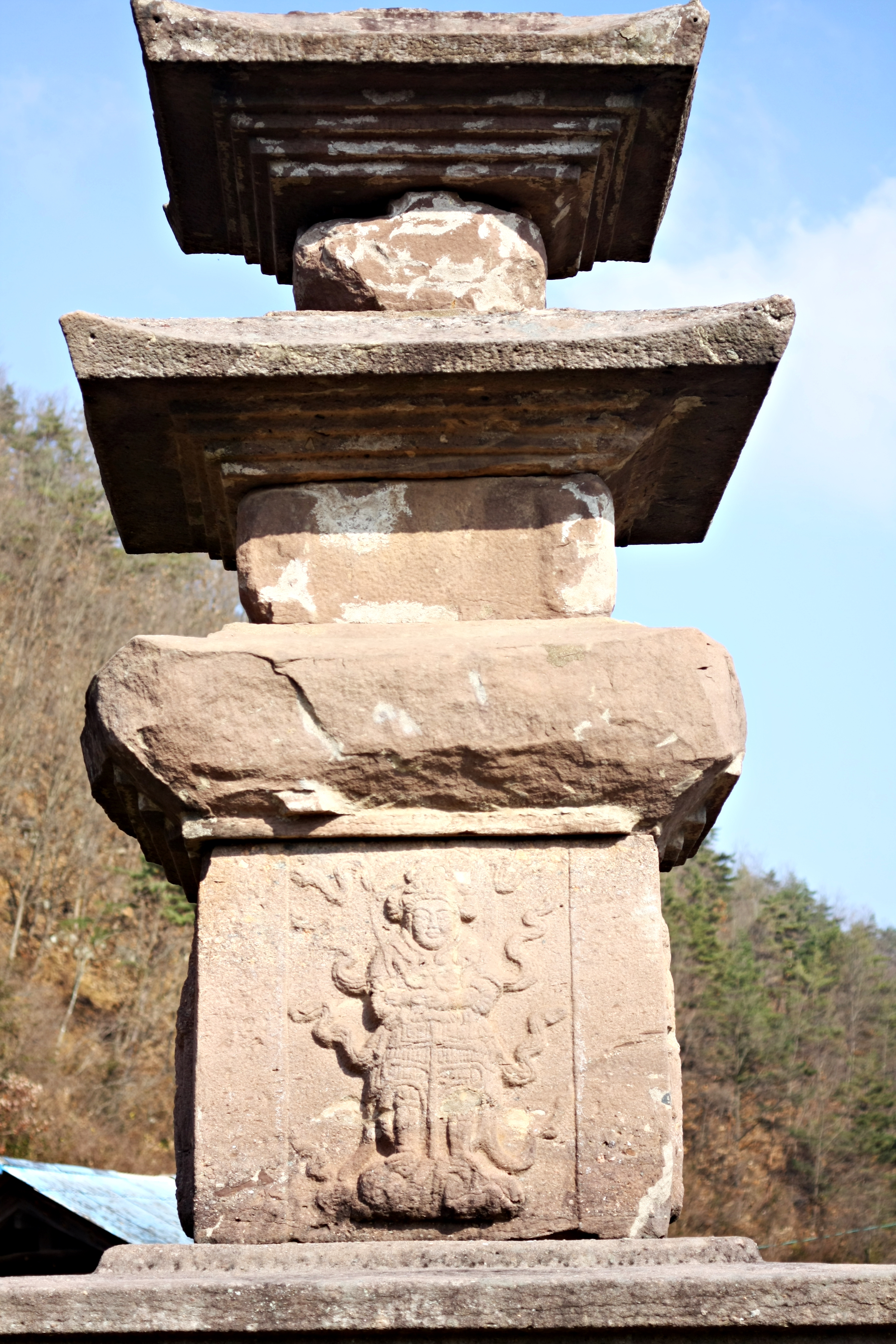
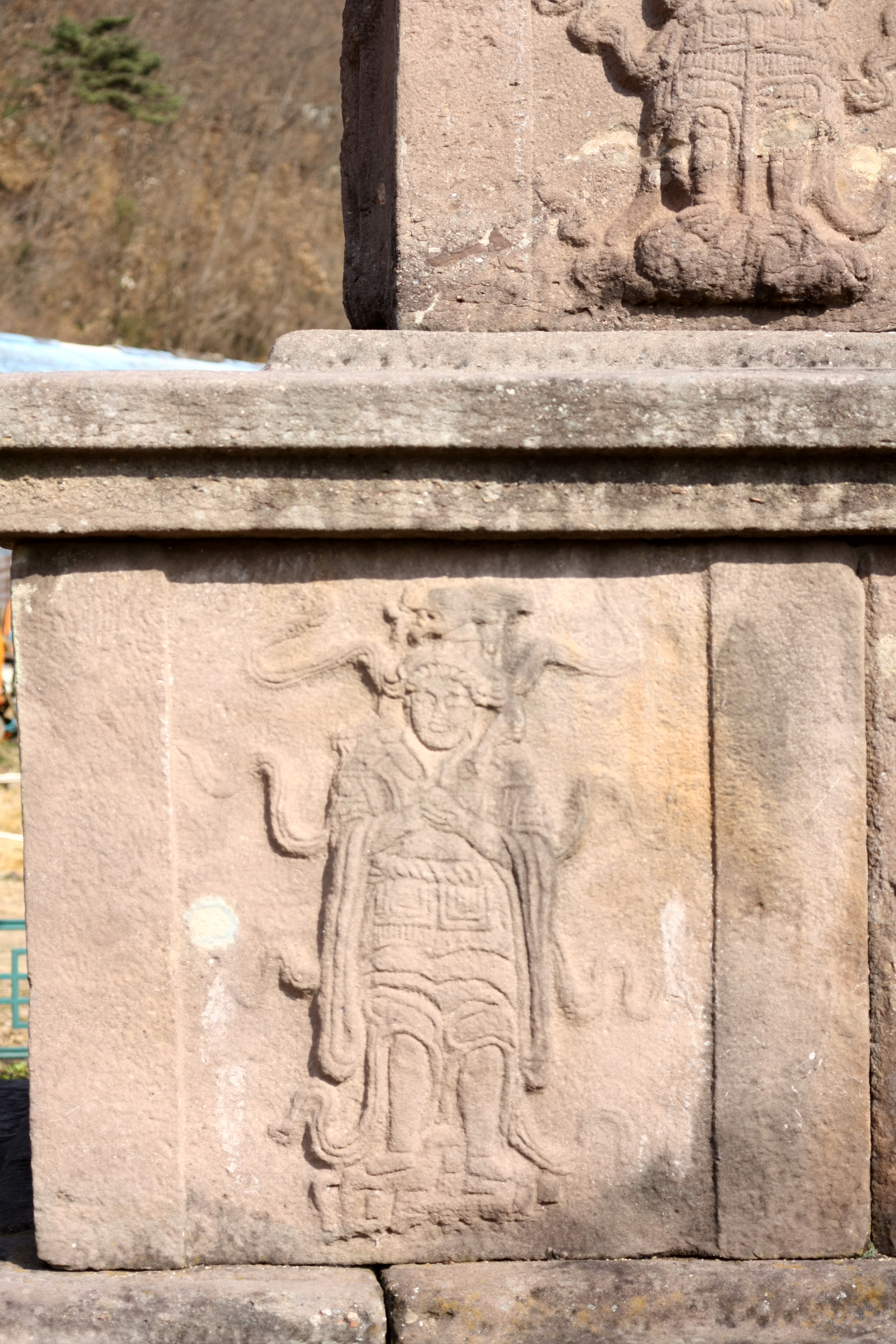
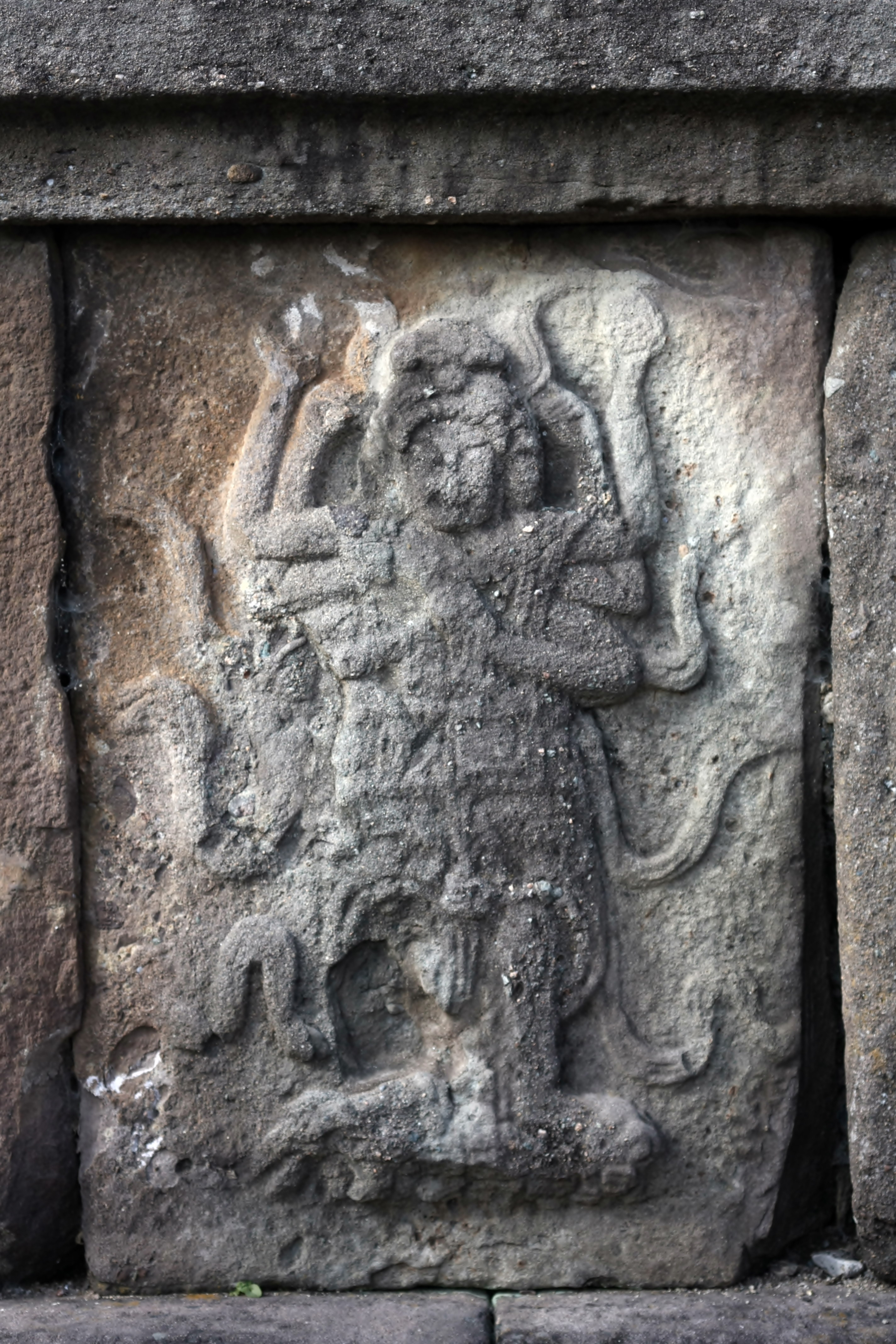
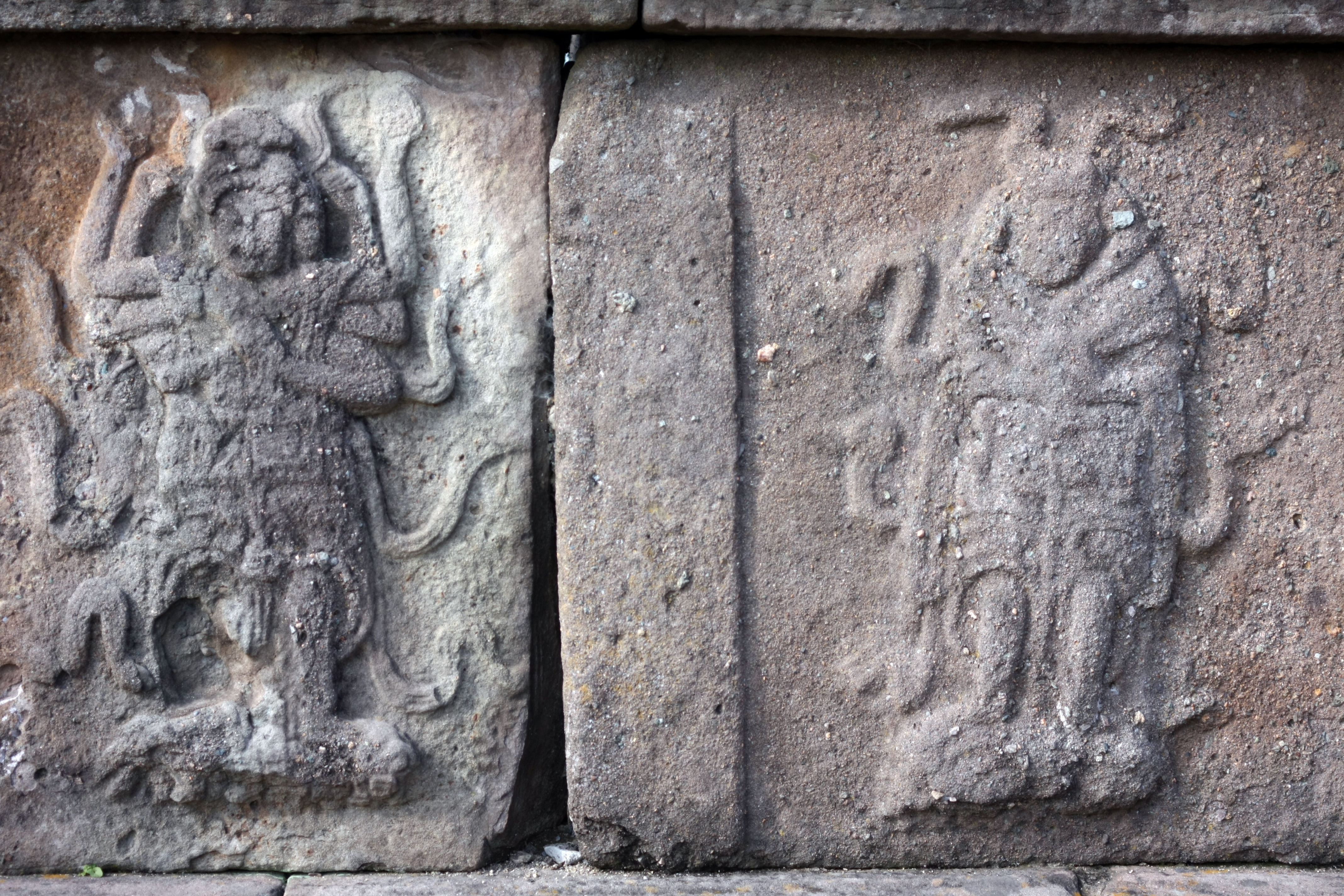
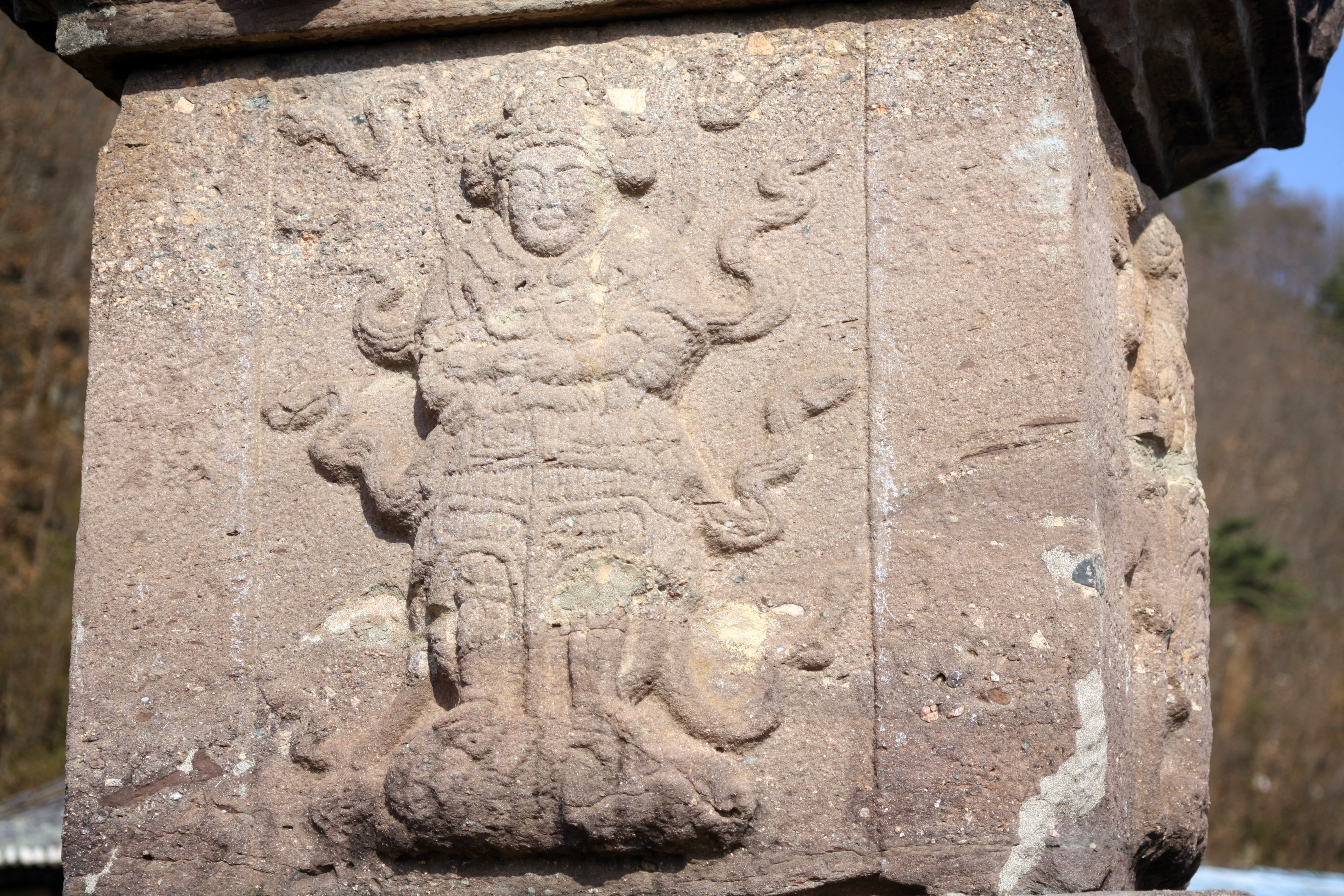
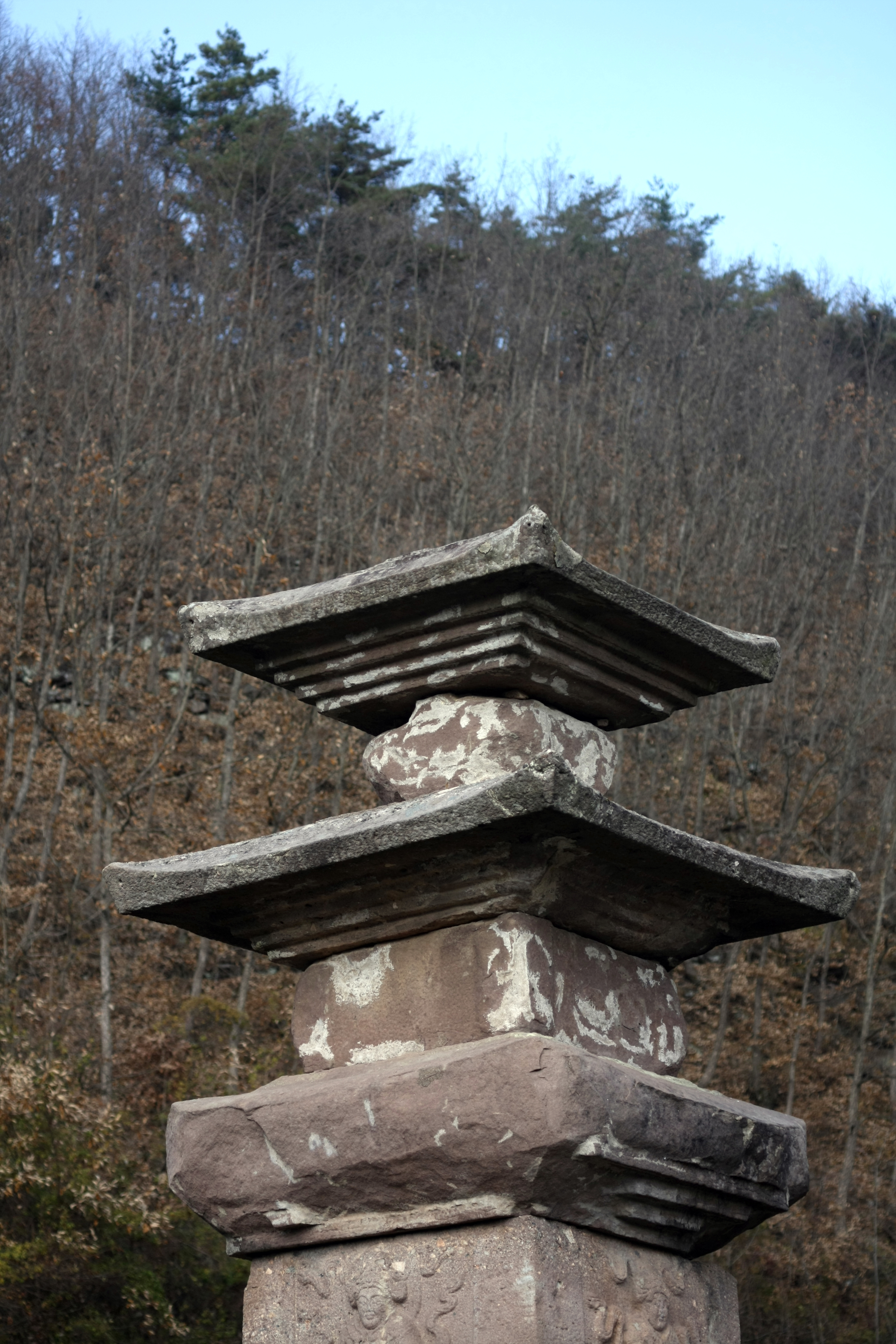

## 현지 안내문
이 탑은 통일신라시대인 9세기경에 축조된 3층석탑이다. 이중 기단 위에 3층의 몸돌을 갖춘 이 탑은 그 시대의 다른 탑에 비해 조각 장식이 많은 탑이다. 이 탑의 높이는 약 4m인데, 하층 기단에는 십이지신상이 상층 기단에는 팔부중상, 1층 탑신에는 사천왕상이 조각되어 있다. 이 탑의 지붕돌은 얇고 처마 및은 수평으로 되어있으며, 받침수는 각 층 4단인데 1층 몸돌과 3층 지붕돌은 많이 손상되었고 상륜부는 모두 없어졌다. 9세기 이후에 석탑표면을 조각으로 장식하는 양식들이 많이 생겨났는데 이 석탑의 조각들은 그 가운데서도 매우 화려한 면이 특징이다.

## 같이 보기
- 삼층석탑

## 참고 자료
- 영양 화천리 삼층석탑 - 국가유산청 국가유산포털